# Shimon Kagan
Shimon Kagan   (Tel-Aviv, 6 d'abril de 1942 - 6 d'octubre de 2024) va ser un mestre d'escacs israelià. Va rebre el títol de Mestre Internacional el 1969.

## Biografia
Va ser campió d'Israel els anys 1967 i el 1969. Va empatar als llocs 4t-5è a Netanya 1968 (el campió fou Bobby Fischer), va empatar als llocs 9è-10è a Netanya 1969 (el campió fou Samuel Reshevsky), va quedar 9è a Netanya 1971 (van guanyar el torneig Lubomir Kavalek i Bruno Parma).
Kagan va jugar representant Israel en nou Olimpíades d'escacs.
- El 1966, al quart tauler a la XVII Olimpíada d'escacs a l'Havana (+4 –6 =1);
- El 1968, al quart tauler a la XVIII Olimpíada d'escacs a Lugano (+9 –1 =3);
- El 1970, al primer tauler a la 19a Olimpíada d'escacs a Siegen (+10 –3 =3);
- El 1972, al primer tauler a la 20a Olimpíada d'escacs a Skopje (+5 –7 =5);
- El 1974, al quart tauler a la 21a Olimpíada d'escacs a Niça (+11 –1 =4);
- El 1976, al primer tauler de reserva a la 22a Olimpíada d'escacs a Haifa (+5 –2 =2);
- El 1978, al tercer tauler a la 23a Olimpíada d'Escacs a Buenos Aires (+3 –4 =2);
- El 1980, en primer tauler de reserva a la 24a Olimpíada d'escacs a La Valletta (+3 –3 =0);
- El 1982, al segon tauler de reserva a la 25a Olimpíada d'escacs a Lucerna (+2 –1 =4).

Va guanyar dues medalles individuals; or a Lugano 1968, i bronze a Niça 1974.